# Ліпя-Ґура (Великопольське воєводство)
Ліпя-Ґура (пол. Lipia Góra) — село в Польщі, у гміні Шамоцин Ходзезького повіту Великопольського воєводства.
Населення — 534 особи (2011).
У 1975-1998 роках село належало до Пільського воєводства.

## Демографія
Демографічна структура станом на 31 березня 2011 року:
|          | Загалом | Допрацездатний вік | Працездатний вік | Постпрацездатний вік |
| -------- | ------- | ------------------ | ---------------- | -------------------- |
| Чоловіки | 285     | 66                 | 196              | 23                   |
| Жінки    | 249     | 50                 | 154              | 45                   |
| Разом    | 534     | 116                | 350              | 68                   |